# 哈里森鎮區 (堪薩斯州學托擴縣)
哈里森鎮區（英語：Harrison Township）為美國堪薩斯州學托擴縣轄下的鎮區。2010年美国人口普查中該鎮區人口有71人。

## 地理
哈里森鎮區涵蓋面積142.64平方（55.07平方英里），境內無城市設立。

### 墓園
根據美國地質調查局的資料，此鎮區擁有2座墓園：
- Osro Falls墓園
- 羅斯代爾墓園（Rose Dale Cemetery）

### 溪流
通過此鎮區的溪流有：
- 錫達溪（Cedar Creek）
- 德賴溪（Dry Creek）
- 波森特羅特溪（Possum Trot Creek）
- 羅克溪（Rock Creek）
- 斯普林支流（Spring Branch）

## 人口統計
根據2010年美國人口普查，哈里森鎮區人口有71人，住房50戶，人口密度為0.5人/每平方公里。此鎮區居民之種族有98.59%為白人；0%為非裔美國人；0%為美洲原住民；0%為亞裔美國人；0%為太平洋島民；0%為其他種族；另外有1.41%為混血種族。而西班牙裔或拉丁裔美洲人佔此鎮區人口的0%。

## 外部連結
- City-Data.com（页面存档备份，存于）